# Tangla (geslacht)
Tangla is een geslacht van vlinders uit de familie van de grasmotten (Crambidae). De wetenschappelijke naam van dit geslacht is voor het eerst voorgesteld door Charles Swinhoe in een publicatie uit 1900.
Dit geslacht is monotypisch, dat wil zeggen dat het maar één soort heeft namelijk Tangla zangisalis (Walker, 1859)